# Kamienica przy ulicy Podwale 75 we Wrocławiu
Kamienica przy ulicy Podwale 75 – zabytkowa kamienica mieszczańska znajdująca się przy ulicy Podwale we Wrocławiu. W 1899 roku kamienica była uznana za najbardziej ekskluzywny i nowoczesny dom mieszkalny we Wrocławiu. Obecnie kamienica obok kamienicy nr 73–74 jest jedynym zachowanym świadectwem najelegantszej zabudowy południowej części Wrocławia.

## Historia posesji i kamienicy

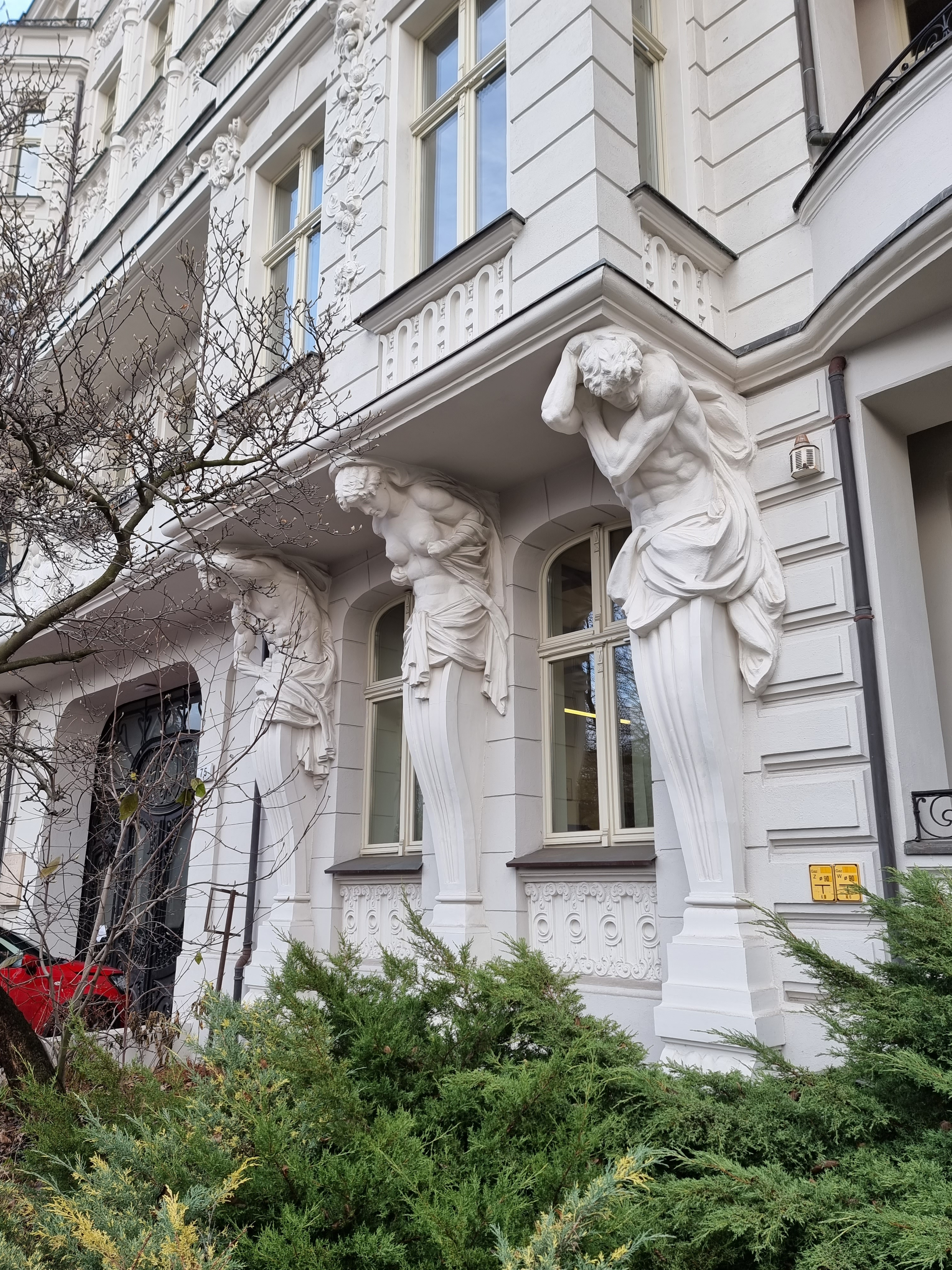
Atlasy podtrzymujące ryzality

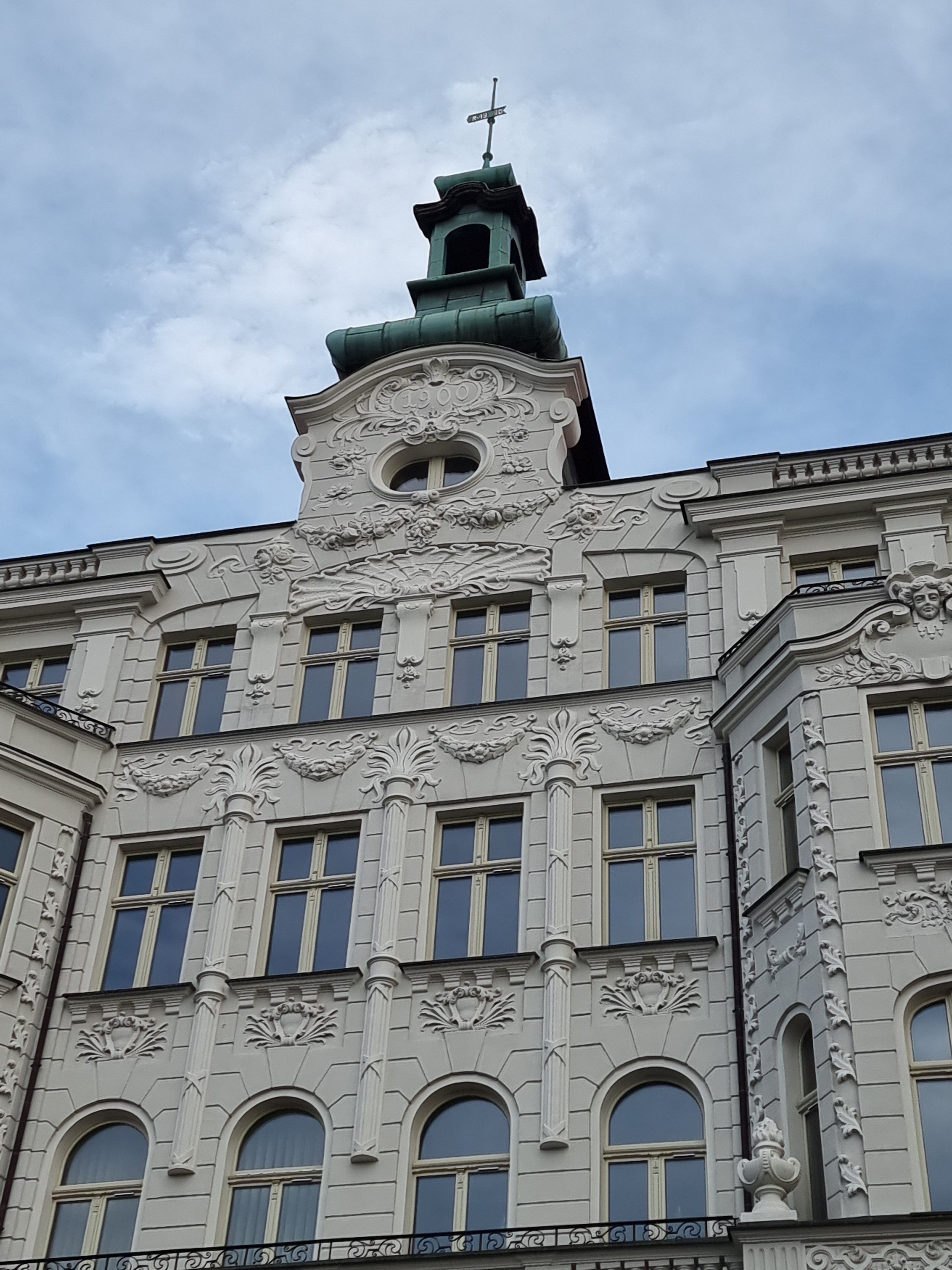
Część środkowa, bogato udekorowana z facjatą i hełmem

Obecna kamienica nr 75 została wzniesiona w miejsce dawnego Ewangelickiego Seminarium Nauczycielskiego, a po 1847 roku Instytutu Wydziału Medycznego Uniwersytetu Wrocławskiego. W dawnym budynku znajdowała się klinika położnicza oraz siedziba Kliniki Chirurgii i Instytut Fizjologii. Projekt nowego budynku został wykonany w 1899 roku, a jego autorem był Hermann Benedickt. Według Mariana Stanka autorem projektu był Wilhelm Heller, który wykonał pierwotny projekt w 1899 roku, a wspomniany Hermann Benedickt był kierownikiem budowy. Zrealizowany przez niego projekt miał odbiegać od tego z 1899 roku. Projekt został wykonany na zlecenie Leona Rittera i Moritza Kirsteina.

## Opis architektoniczny
Kamienica złożona jest z trzytraktowego budynku frontowego oraz z trzech jednotraktowych skrzydeł okalających wewnętrzny dziedziniec. Na każdej kondygnacji znajdowały się dwa mieszkania o powierzchni po 375 m². Symetryczna elewacja podzielona jest na czternaście osi na czwartej kondygnacji, ośmioosiowa na drugiej i trzeciej kondygnacji i dziesięcioosiowa na pierwszej kondygnacji; cztery środkowe osie, zostały zaakcentowane szerokim wejściem, a w partii dachu facjatką z wysokim hełmem z latarnią. Po obu stronach wejściach znajdują się o dwie triady złożone z trzech pilastrów hermowych; dwa boczne udekorowane zostały postaciami atlasów, a środkowe postacią kobiety. Po obu stronach środkowej części budynku znajdują się dwuosiowe, czterokondygnacyjne ryzality zakończone balkonami. W skrajnych dwóch osiach umieszczone zostały loggie.

## Po 1945
Obecnie w budynku znajduje się siedziba Wrocławskiego Oddziału Polskiej Akademii Nauk.